# Wereldkampioenschap voetbal 2018 (Groep A) Rusland - Egypte
Dit artikel gaat over de wedstrijd in de groepsfase in groep A tussen Rusland en Egypte die gespeeld werd op dinsdag 19 juni 2018 tijdens het wereldkampioenschap voetbal 2018. Dit was de 17e wedstrijd van het toernooi.

## Voorafgaand aan de wedstrijd
- Rusland stond bij aanvang van het toernooi op de 70e plaats van de FIFA-wereldranglijst.[1]
- Egypte stond bij aanvang van het toernooi op de 45e plaats van de FIFA-wereldranglijst.[2]
- De confrontatie tussen de nationale elftallen van Rusland en Egypte vond nog nooit eerder plaats.[3]
- Het duel vond plaats in het Stadion Sint-Petersburg.

## Wedstrijdgegevens[4]
| Datum                | 19 juni 2018                                                                                           | 19 juni 2018                                                                                           |
| Wedstrijdnummer      | 17 | 17 |
| Stadion              | Stadion Sint-Petersburg, Sint-Petersburg                                                               | Stadion Sint-Petersburg, Sint-Petersburg                                                               |
| Toeschouwers         | 64.468                                                                                                 | 64.468                                                                                                 |
| Scheidsrechter       | Enrique Cáceres                                                                                        | Enrique Cáceres                                                                                        |
| Assistenten          | Eduardo Cardozo Juan Zorrilla                                                                          | Eduardo Cardozo Juan Zorrilla                                                                          |
| Vierde official      | Cüneyt Çakır                                                                                           | Cüneyt Çakır                                                                                           |
| Videoscheidsrechters | Massimiliano Irrati Carlos Astroza (assistent) Mauro Vigliano (assistent) Szymon Marciniak (assistent) | Massimiliano Irrati Carlos Astroza (assistent) Mauro Vigliano (assistent) Szymon Marciniak (assistent) |
| Man van de wedstrijd | Denis Tsjerysjev                                                                                       | Denis Tsjerysjev                                                                                       |
|                      | Rusland                                                                                                | Egypte                                                                                                 |
| Doelpunten           | 3 | 1 |
| Gele kaarten         | 1 | 1 |
| Rode kaarten         | 0 | 0 |
| Wissels              | 3 | 3 |
| Schoten op doel      | 6 | 5 |
| Schoten naast doel   | 5 | 8 |
| Overtredingen        | 11 | 10 |
| Hoekschoppen         | 7 | 4 |
| Buitenspel           | 0 | 0 |
| Vrije trappen        | 10 | 11 |
| Balbezit (%)         | 47 | 53 |

| Rusland | 3 – 1        | Egypte |
| Ahmed Fathy 47' (e.d.) Denis Tsjerysjev 59' Artjom Dzjoeba 62' | goals        | 73' (pen) Mohamed Salah |
| Stanislav Tsjertsjesov | bondscoach   | Héctor Cúper |
| Igor Akinfejev Mário Fernandes Ilja Koetepov Sergej Ignasjevitsj Joeri Zjirkov 86' Denis Tsjerysjev 74' Joeri Gazinski Roman Zobnin Aleksandr Golovin Aleksandr Samedov Artjom Dzjoeba 79' | opstellingen | Mohamed El-Shenawy Ali Gabr Ahmed Hegazy Ahmed Fathy Mohamed Abdel-Shafy Tarek Hamed 64' Mohamed Elneny Abdallah Said 68' Trézéguet 82' Marwan Mohsen Mohamed Salah |
| Daler Koezjajev 74' Fjodor Smolov 79' Fjodor Koedrjasjov 86' | wissels      | 64' Amr Warda 68' Ramadan Sobhi 82' Kahraba |
| Fjodor Smolov 84' | gele kaarten | 57' Trézéguet |
| | rode kaarten | |